# Zalaegerszegi zsinagóga
A Zalaegerszegi zsinagóga egy ma már eredeti funkciójában nem működő zalaegerszegi vallási épület. 1983. szeptemberétől Városi Hangverseny- és Kiállítóteremként működik, színvonalas kiállításoknak, hangversenyeknek ad otthont, de számtalan más rendezvénynek, előadásoknak, konferenciáknak és esküvőknek is méltó helyszíne.

## Története
A zalaegerszegi zsinagóga 1903 áprilisa és 1904 szeptembere között épült Stern József román és keleti stíluselemeket felhasználó tervei alapján. A nagy méretű, eklektikus stílusú épület két tornyával építése idején messze kiemelkedett környezetéből, és hamar a város egyik látványosságává vált. A zsinagógában 226 férfi, és karzatán 152 női ülőhelyet alakítottak ki, falait pedig színes festésekkel, stukkókkal díszítették. A második világháború során a helybeli zsidó lakosság nagyrészt megsemmisült, ezért az épületet 1945 után vallási célokra már nem használták. Hosszabb ideig raktárként üzemelt, ezalatt külső és belső állapota nagy mértékben leromlott. 1960-ban a Magyar Izraeliták Országos Szövetsége 400 000 forintért eladta Zalaegerszeg város tanácsának, ami Pelényi Gyula tervei alapján felújíttatta. 1983-ban a nagyközönség számára is látogathatóvá vált Városi Hangverseny- és Kiállítóterem néven. 2014-ben egy állandó kiállítás is megnyílt benne, amely a helyi zsidóság múltját mutatja be.

## Képtár

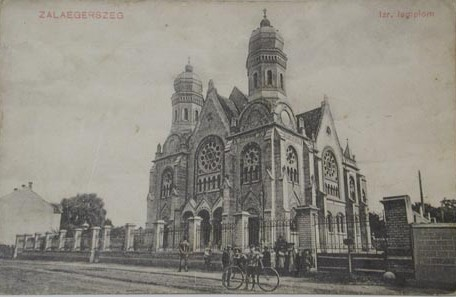
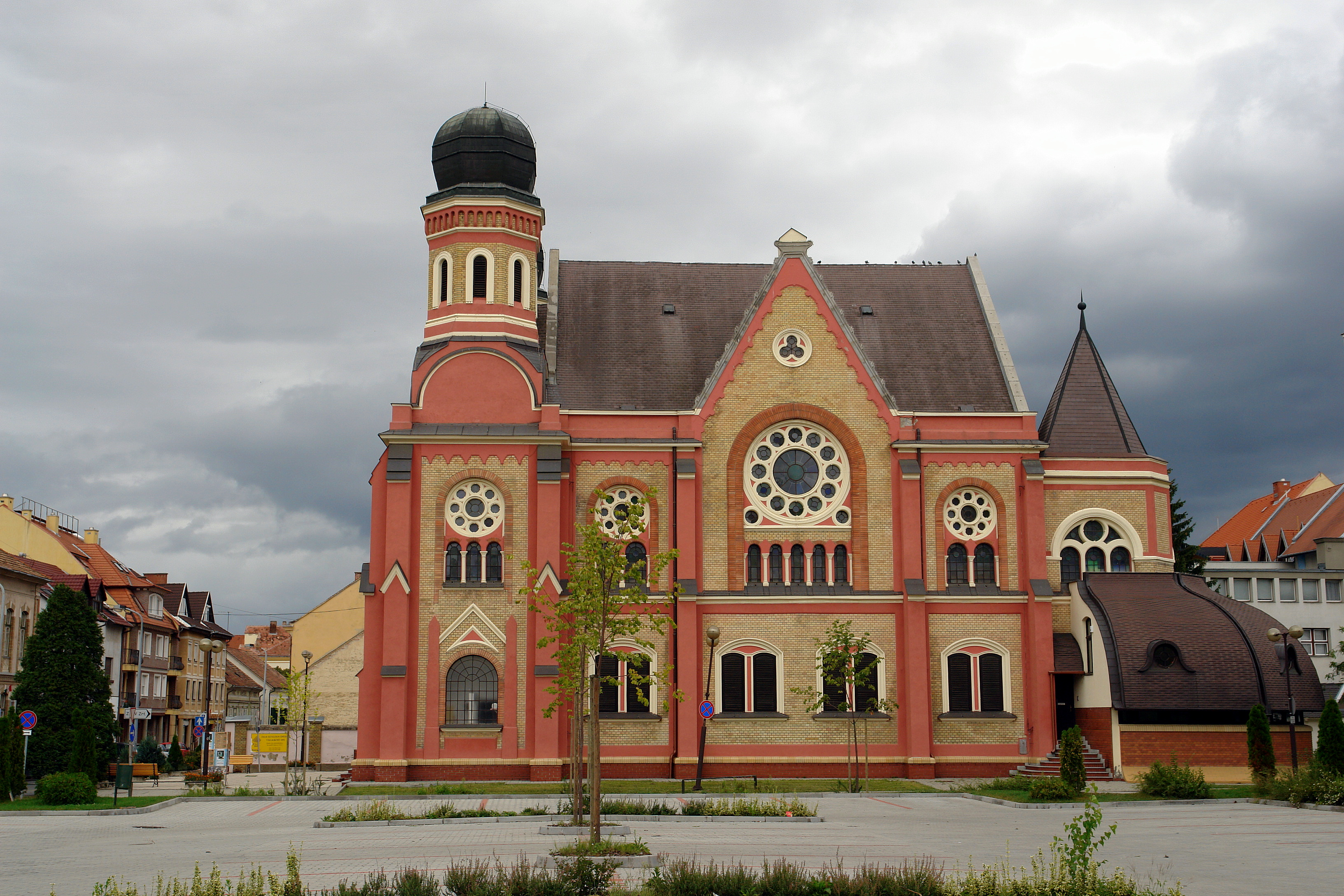
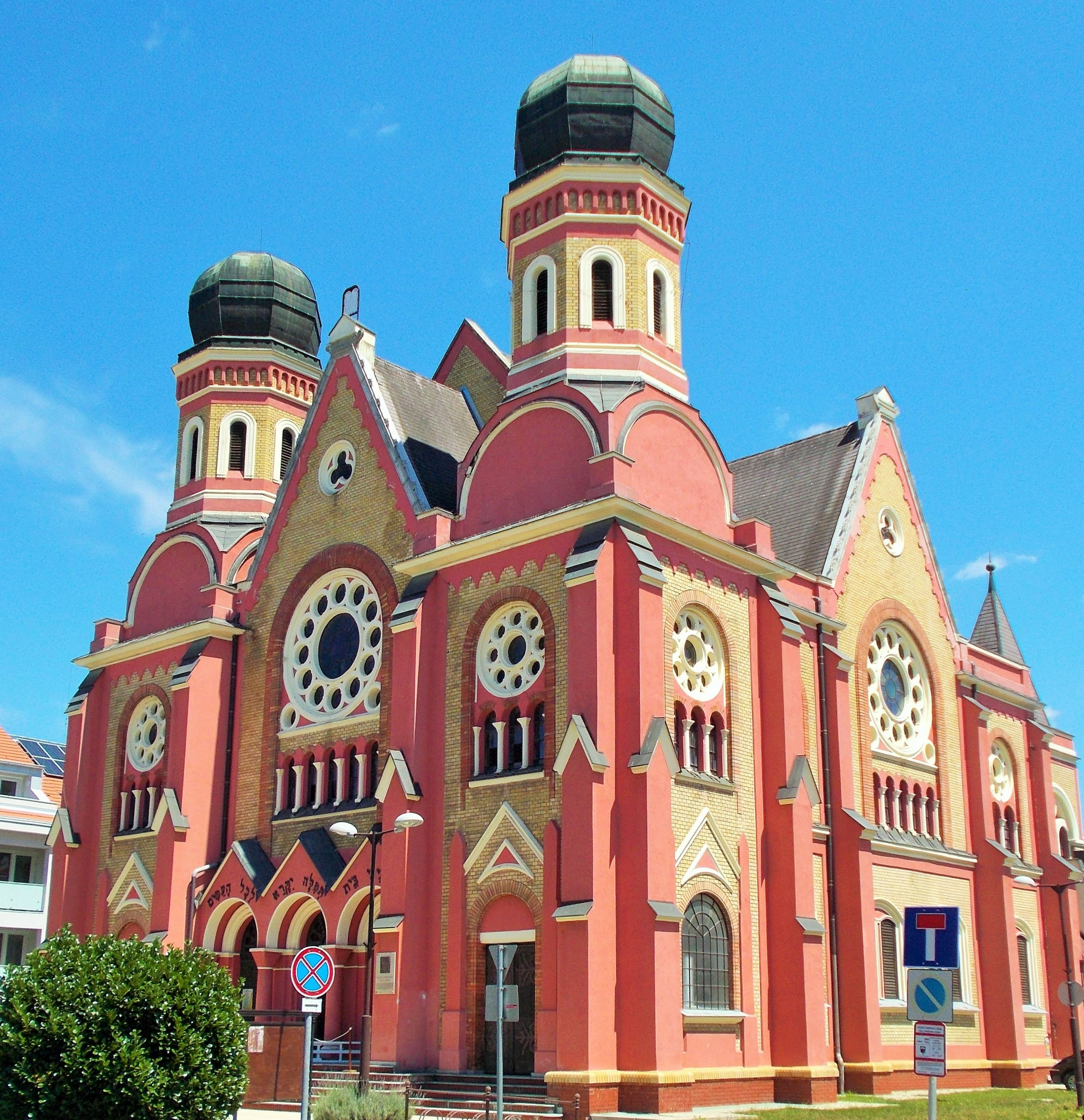
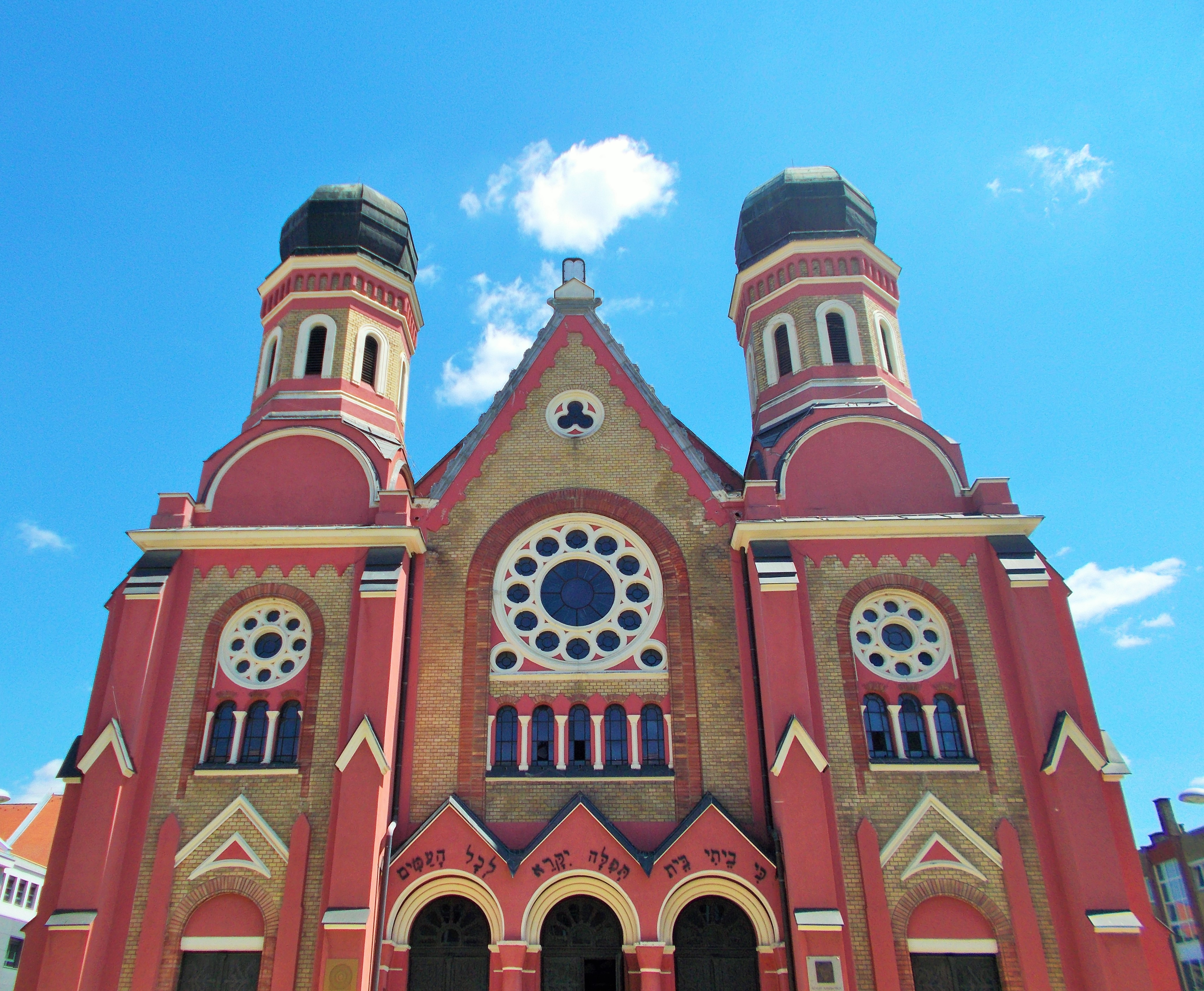
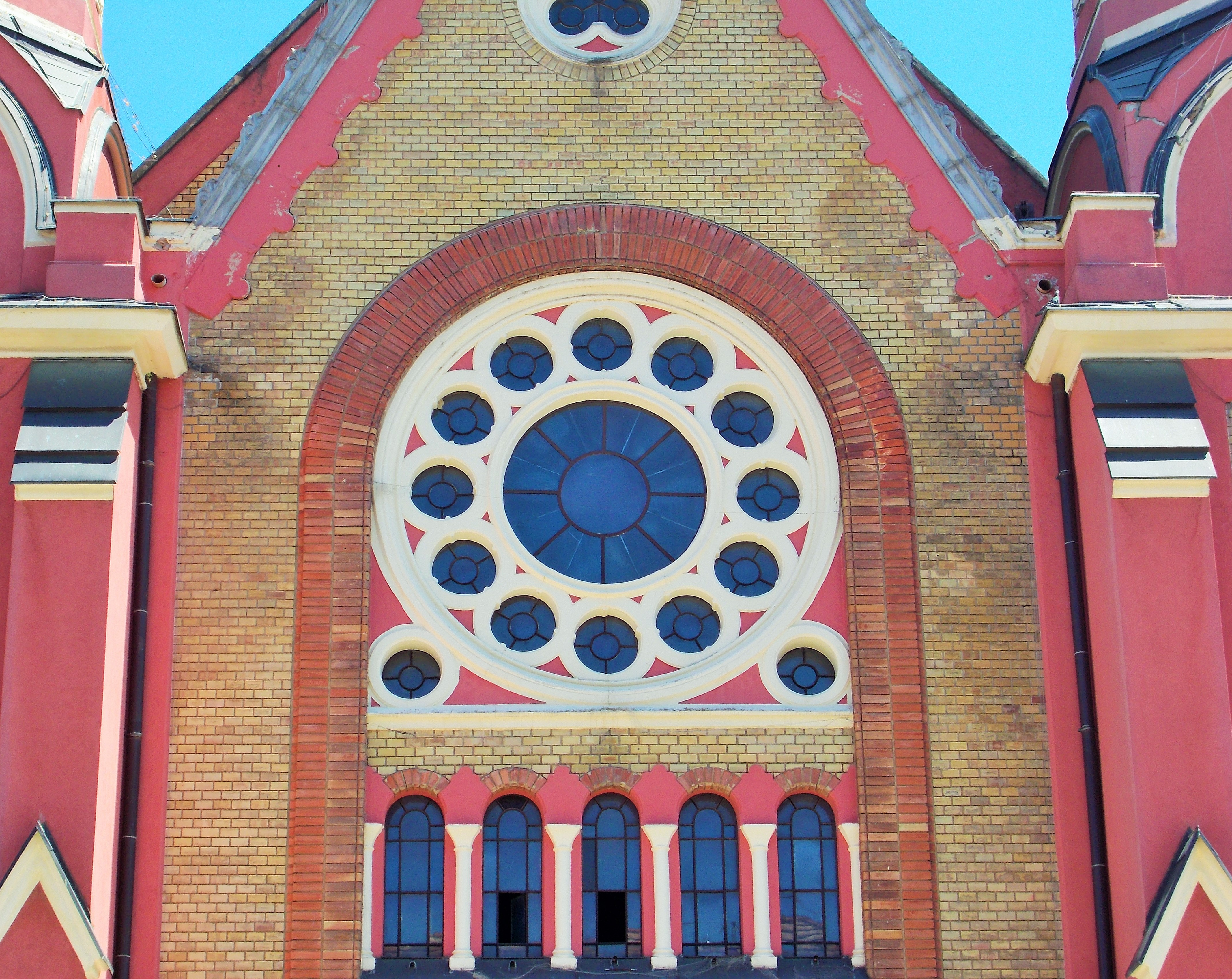
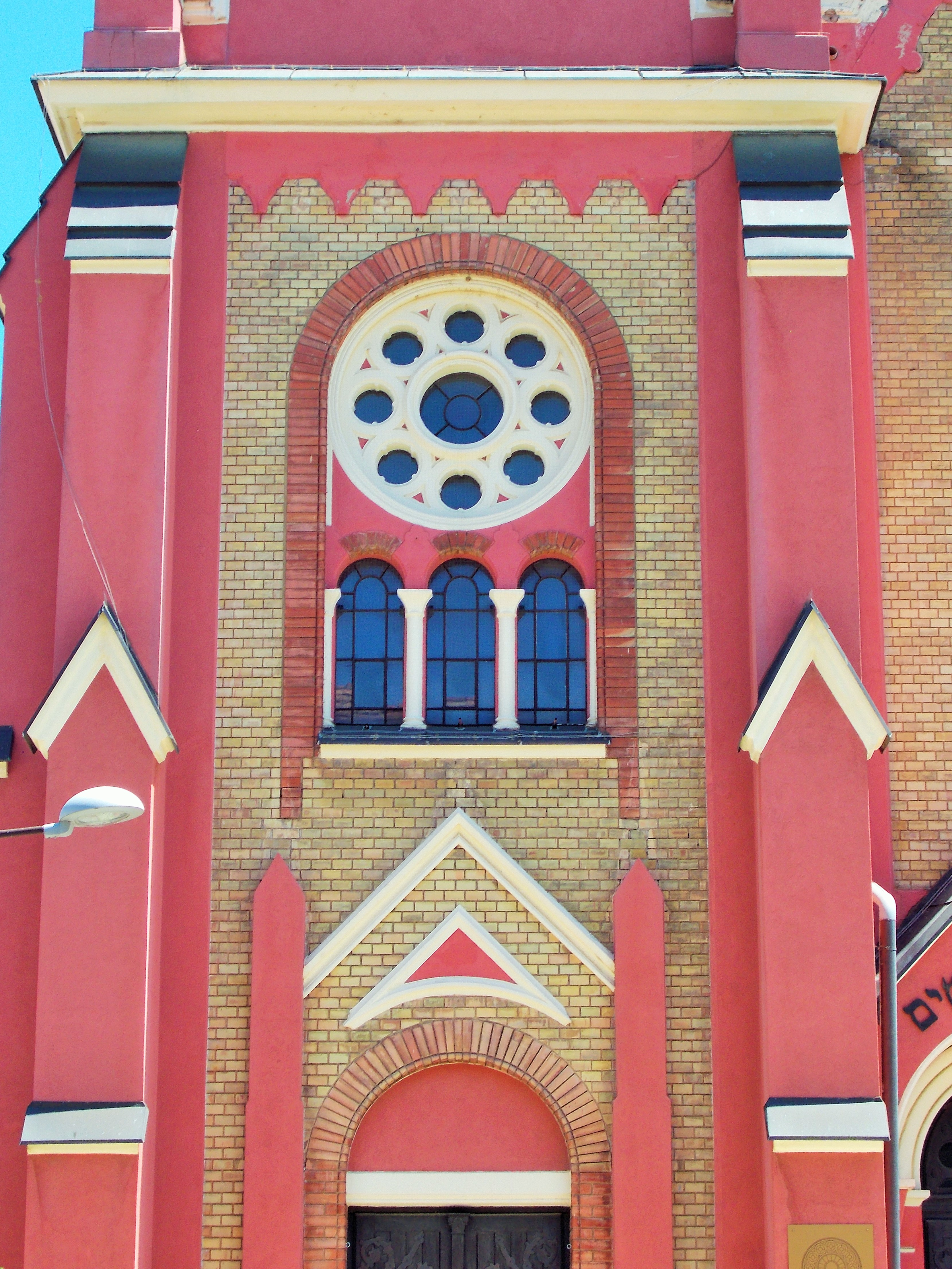
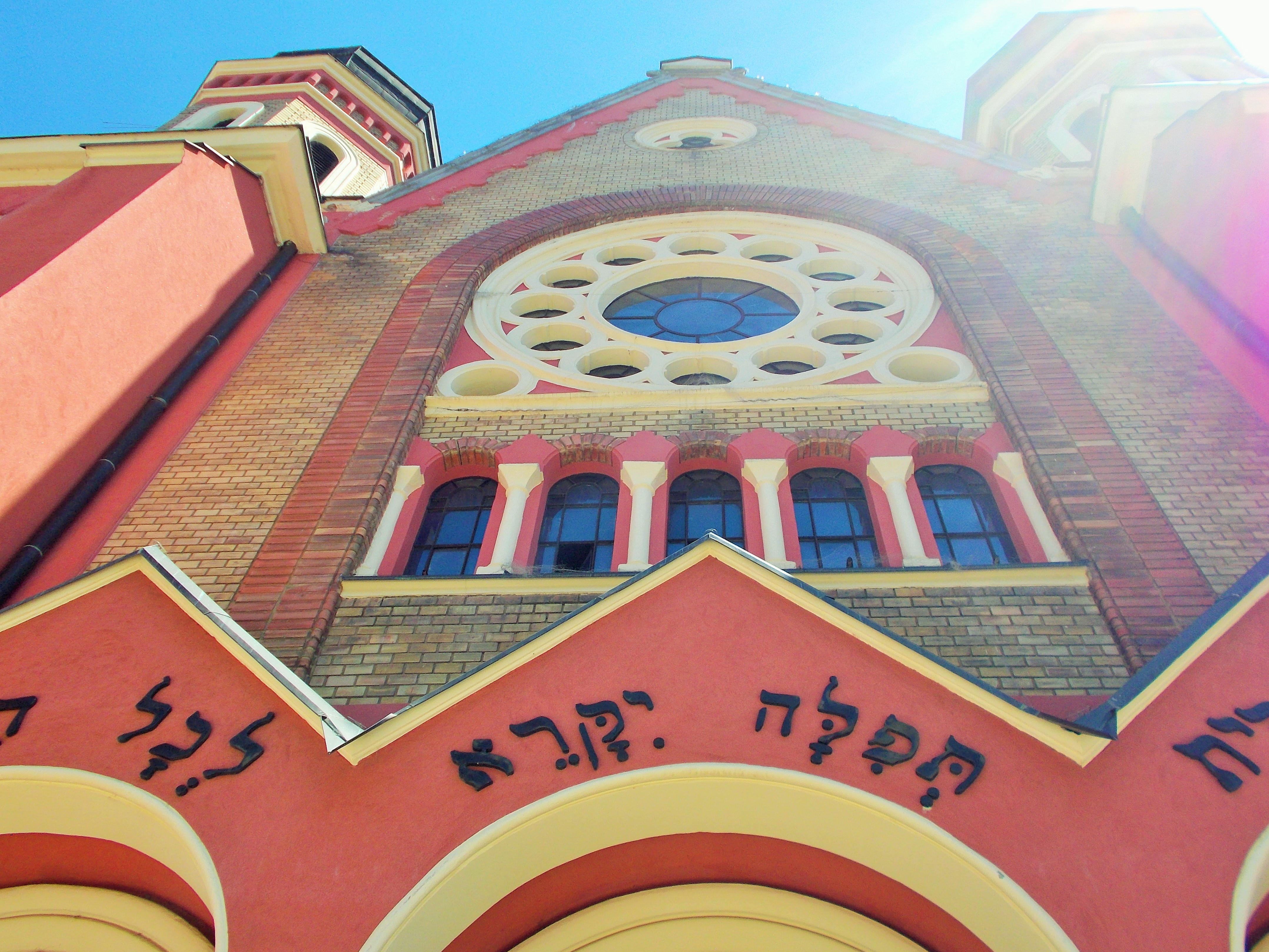
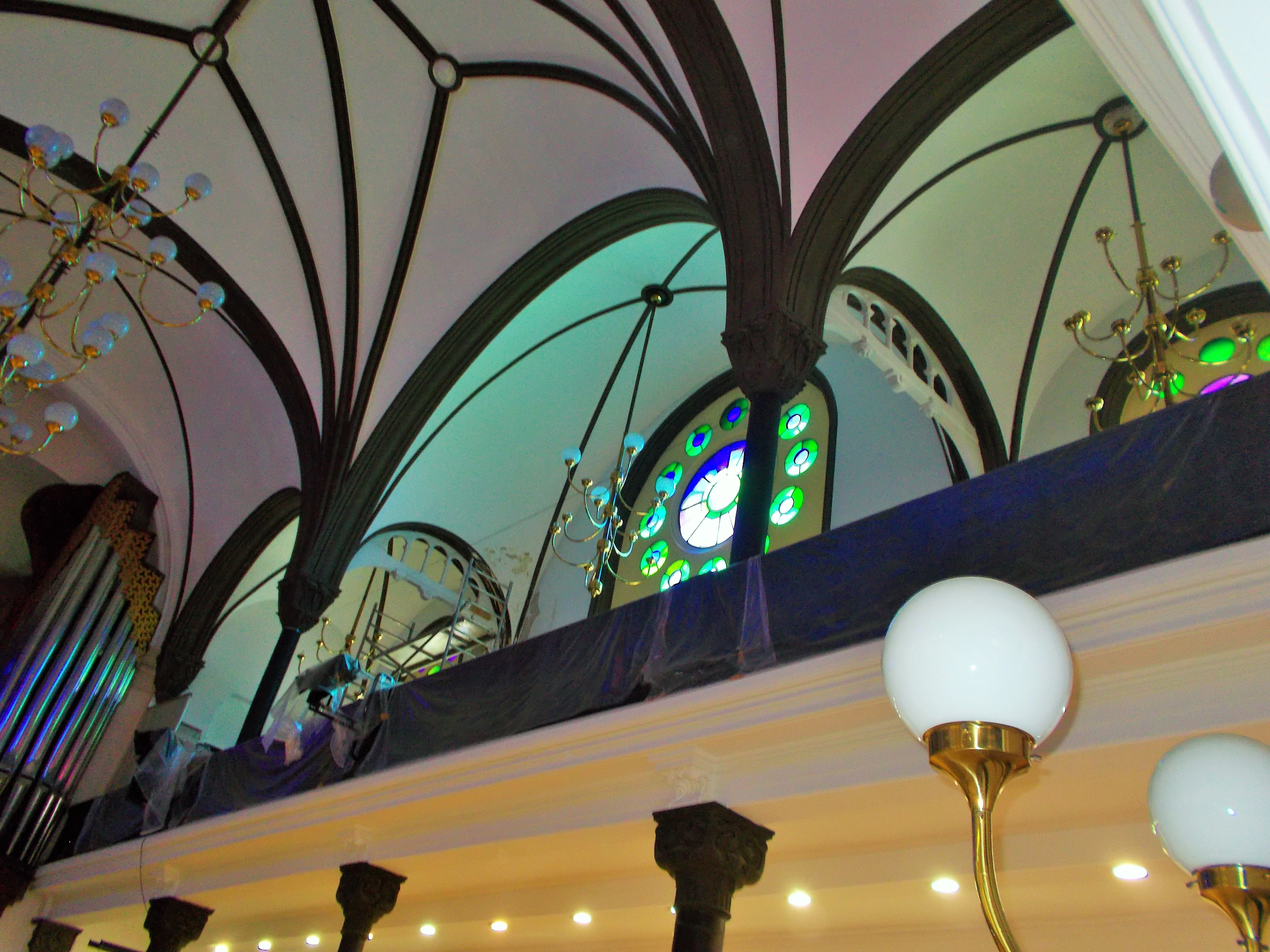
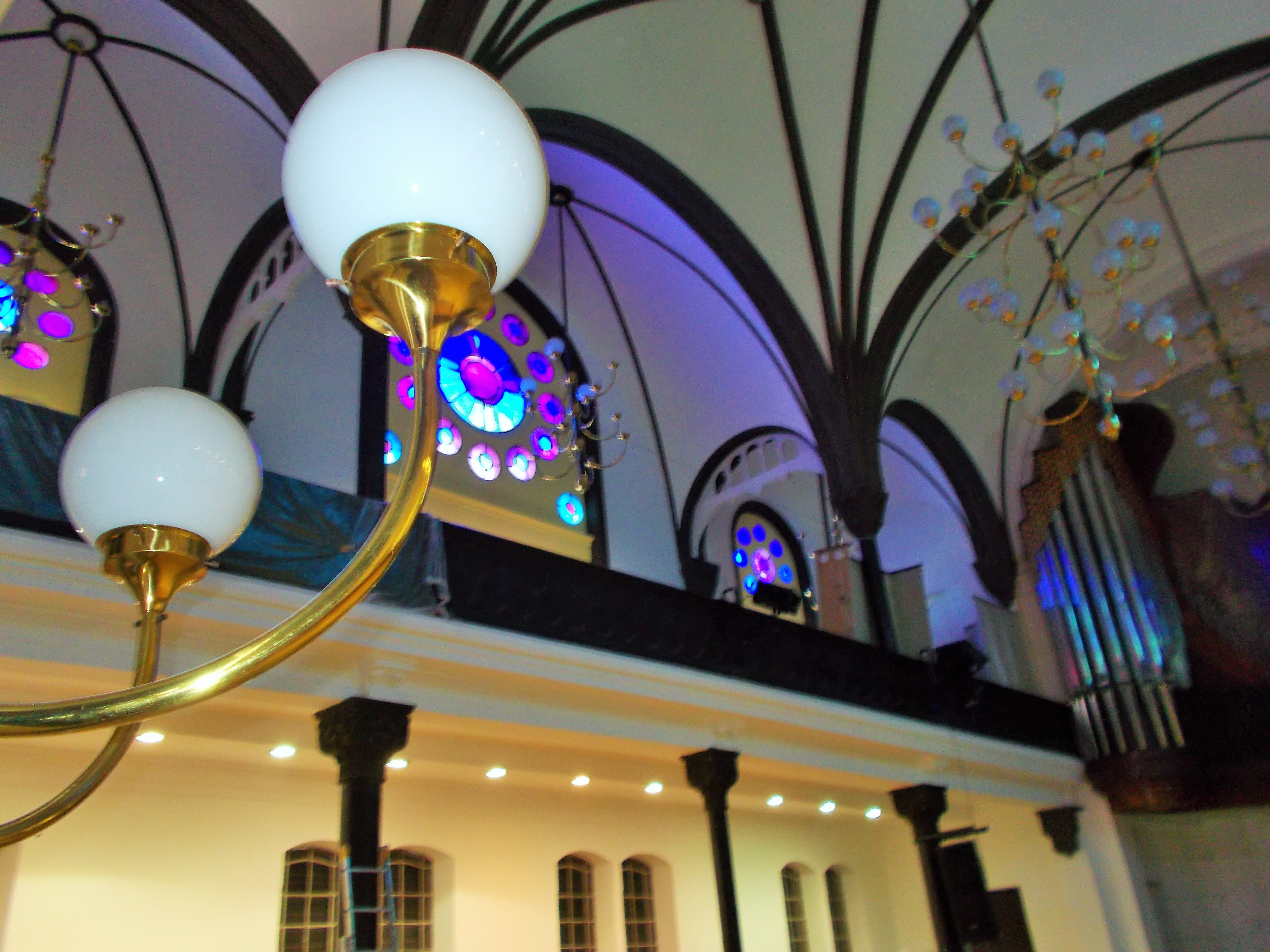
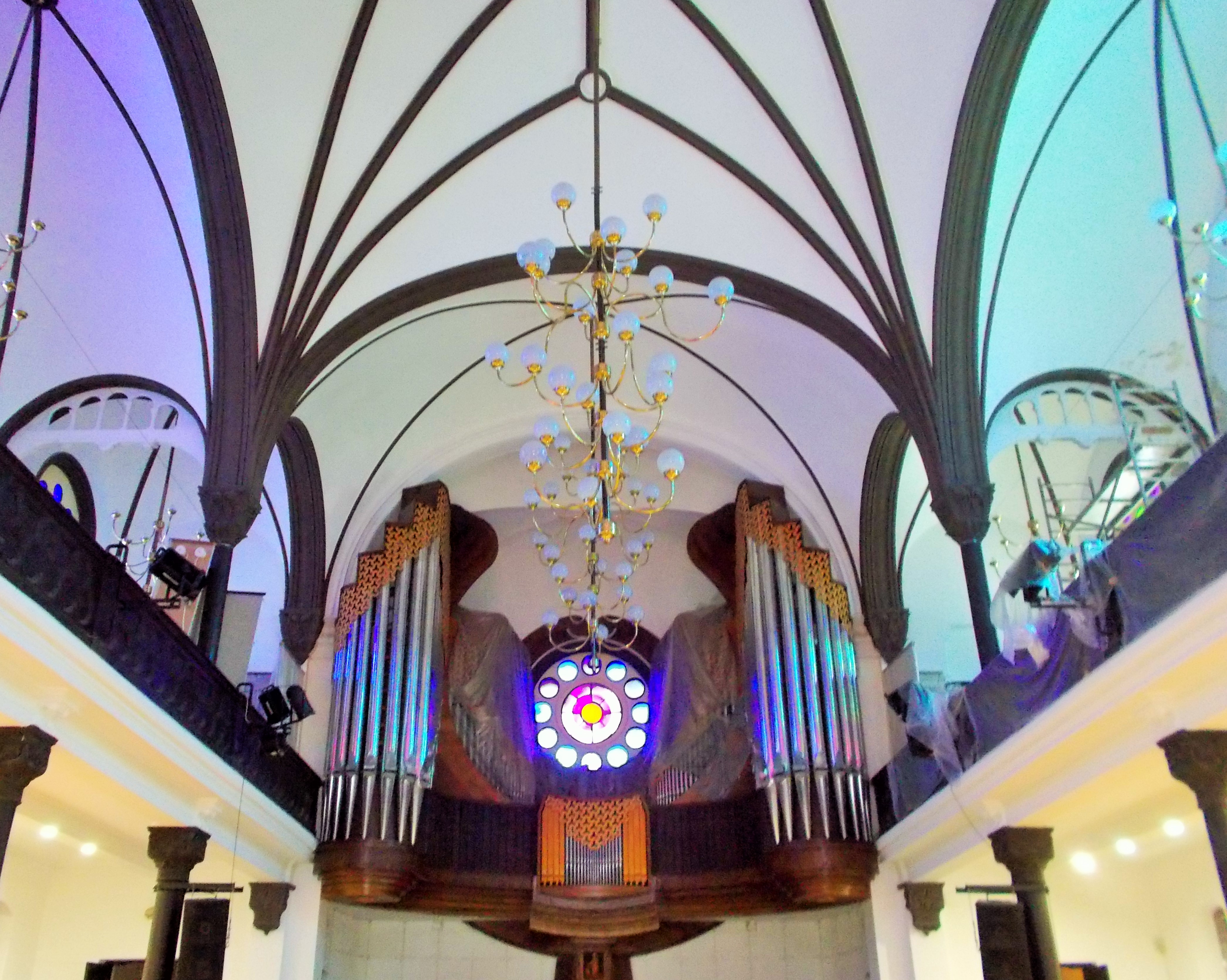
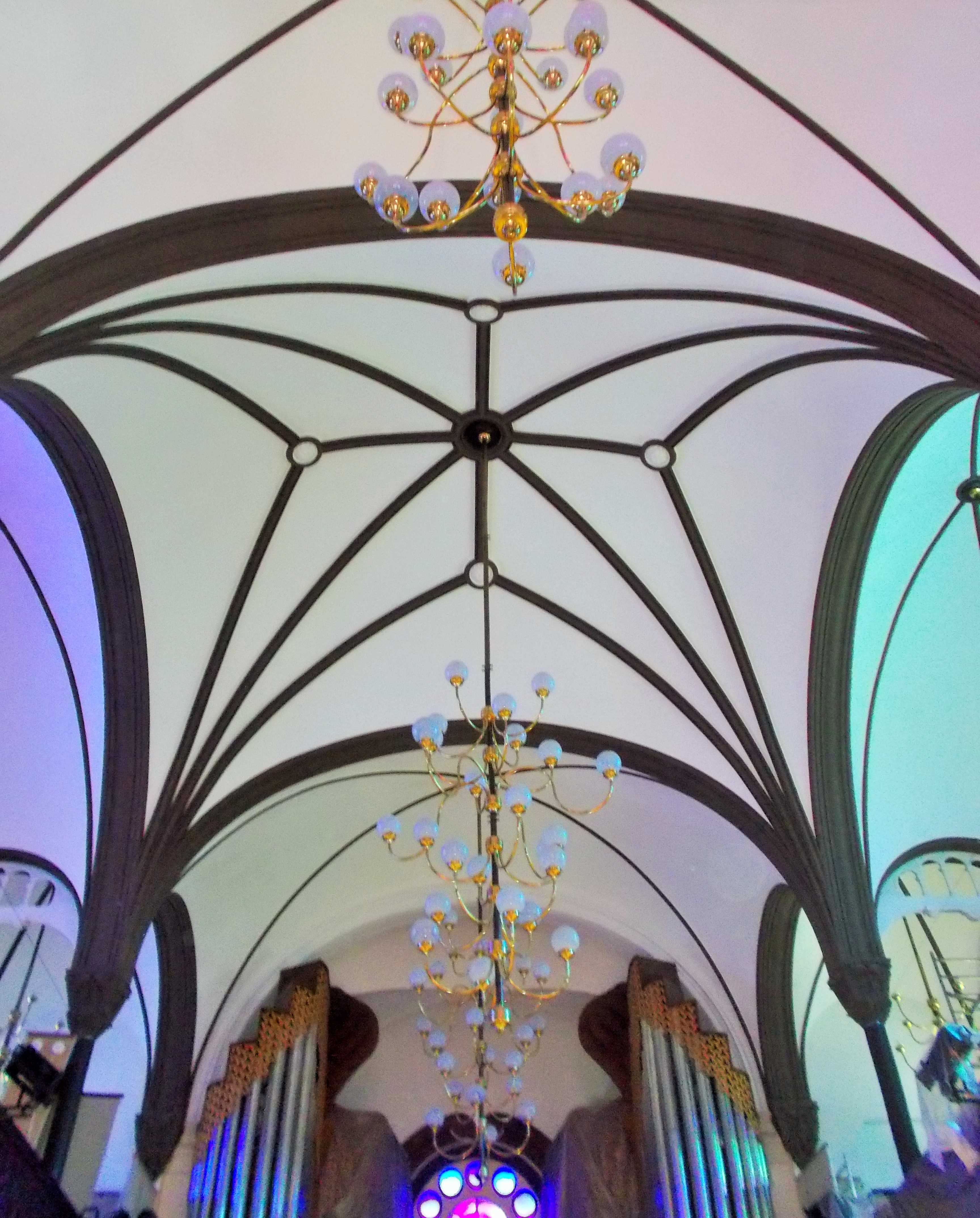
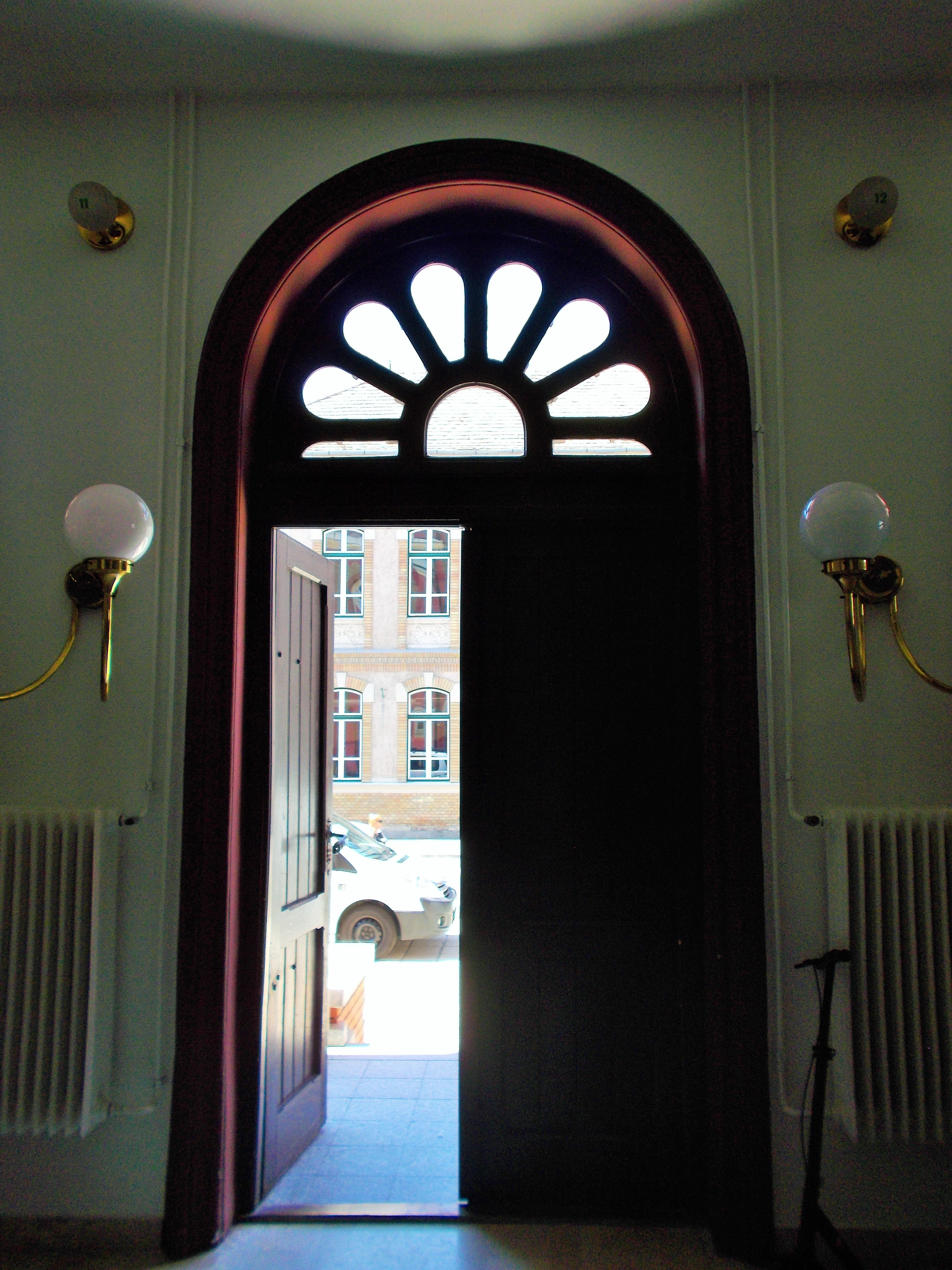